# Amagon
Amagon, conocido en Japón como Totsuzen! Machoman (突然! マッチョマン?), es un videojuego de plataformas de acción side-scrolling para el Nintendo Entertainment System desarrollado por Aicom.
En el juego, los jugadores toman el papel de Amagon, un infante de marina que está atrapado en una isla después de que su avión se estrellara. Desafortunadamente, su barco de rescate está en el otro lado de la isla, por lo tanto Amagon se ve obligado a tratar de cruzarla. A lo largo del camino, se encuentra con una gran variedad de enemigos, para enfrentarlos dispone de su ametralladora. Amagon también tiene la capacidad de transformarse en una más grande, más fuerte versión de sí mismo (llamada "Megagon") parecida al Increíble Hulk. Cuando se transforma, Megagon puede hacer daños mayores, pero no tiene acceso a su ametralladora. Él puede disparar ondas de energía a partir de su pecho, pero disminuye sus puntos de golpe.
El último jefe del juego está basado en el monstruo de Flatwoods.